# Joe Bonamassa/Diskografie
Diese Diskografie ist eine Übersicht über die musikalischen Werke des US-amerikanischen Blues- und Bluesrock-Gitarristen, Sängers, Komponisten und Texters Joe Bonamassa. Den Schallplattenauszeichnungen zufolge hat er bisher mehr als 400.000 Tonträger verkauft, davon alleine in seiner Heimat über 100.000. Seine erfolgreichste Veröffentlichung ist das Videoalbum Live from the Royal Albert Hall mit über 150.000 verkauften Einheiten.

## Alben

### Studioalben
| Jahr | Titel Musiklabel                            | Höchstplatzierung, Gesamtwochen, AuszeichnungChartplatzierungen (Jahr, Titel, Musiklabel, Platzierungen, Wochen, Auszeichnungen, Anmerkungen) | Höchstplatzierung, Gesamtwochen, AuszeichnungChartplatzierungen (Jahr, Titel, Musiklabel, Platzierungen, Wochen, Auszeichnungen, Anmerkungen) | Höchstplatzierung, Gesamtwochen, AuszeichnungChartplatzierungen (Jahr, Titel, Musiklabel, Platzierungen, Wochen, Auszeichnungen, Anmerkungen) | Höchstplatzierung, Gesamtwochen, AuszeichnungChartplatzierungen (Jahr, Titel, Musiklabel, Platzierungen, Wochen, Auszeichnungen, Anmerkungen) | Höchstplatzierung, Gesamtwochen, AuszeichnungChartplatzierungen (Jahr, Titel, Musiklabel, Platzierungen, Wochen, Auszeichnungen, Anmerkungen) | Anmerkungen                                               |
| Jahr | Titel Musiklabel                            | DE | AT | CH | UK | US | Anmerkungen                                               |
| ---- | ------------------------------------------- | --- | --- | --- | --- | --- | --------------------------------------------------------- |
| 2000 | A New Day Yesterday Okeh                    | DE13 a (3 Wo.)DE | AT31 a (1 Wo.)AT | CH33 a (5 Wo.)CH | UK96 a (1 Wo.)UK | — | Erstveröffentlichung: 24. Oktober 2000                    |
| 2002 | So, It’s Like That Medalist                 | — | — | — | — | — | Erstveröffentlichung: 13. August 2002                     |
| 2003 | Blues Deluxe Medalist                       | — | — | — | — | — | Erstveröffentlichung: 26. August 2003                     |
| 2004 | Had to Cry Today Premier Artists            | — | — | — | — | — | Erstveröffentlichung: 24. August 2004                     |
| 2006 | You & Me Premier Artists                    | — | — | — | — | — | Erstveröffentlichung: 6. Juni 2006                        |
| 2007 | Sloe Gin J&R Adventures                     | DE79 (1 Wo.)DE | — | — | UK50 (1 Wo.)UK | US184 (1 Wo.)US | Erstveröffentlichung: 21. August 2007                     |
| 2009 | The Ballad of John Henry J&R Adventures     | DE39 (3 Wo.)DE | — | CH97 (1 Wo.)CH | UK26 Silber · (4 Wo.)UK | US103 (3 Wo.)US | Erstveröffentlichung: 20. Februar 2009 Verkäufe: + 60.000 |
| 2010 | Black Rock J&R Adventures                   | DE22 (4 Wo.)DE | AT49 (1 Wo.)AT | CH60 (2 Wo.)CH | UK14 (3 Wo.)UK | US39 (1 Wo.)US | Erstveröffentlichung: 23. März 2010                       |
| 2011 | Dust Bowl J&R Adventures                    | DE10 (7 Wo.)DE | AT32 (3 Wo.)AT | CH17 (3 Wo.)CH | UK12 Silber · (4 Wo.)UK | US37 (2 Wo.)US | Erstveröffentlichung: 22. März 2011                       |
| 2012 | Driving Towards the Daylight J&R Adventures | DE7 (9 Wo.)DE | AT13 (6 Wo.)AT | CH10 (8 Wo.)CH | UK2 (6 Wo.)UK | US23 (4 Wo.)US | Erstveröffentlichung: 22. Mai 2012                        |
| 2014 | Different Shades of Blue J&R Adventures     | DE3 (7 Wo.)DE | AT8 (4 Wo.)AT | CH5 (6 Wo.)CH | UK9 (5 Wo.)UK | US8 (5 Wo.)US | Erstveröffentlichung: 22. September 2014                  |
| 2016 | Blues of Desperation J&R Adventures         | DE3 (12 Wo.)DE | AT3 (6 Wo.)AT | CH1 (11 Wo.)CH | UK3 (7 Wo.)UK | US12 (4 Wo.)US | Erstveröffentlichung: 25. März 2016 Verkäufe: + 112.000   |
| 2018 | Redemption J&R Adventures                   | DE3 (8 Wo.)DE | AT3 (6 Wo.)AT | CH2 (10 Wo.)CH | UK7 (3 Wo.)UK | US26 (2 Wo.)US | Erstveröffentlichung: 21. September 2018                  |
| 2020 | Royal Tea J&R Adventures                    | DE5 (8 Wo.)DE | AT3 (3 Wo.)AT | CH4 (5 Wo.)CH | UK7 (2 Wo.)UK | US41 (1 Wo.)US | Erstveröffentlichung: 23. Oktober 2020                    |
| 2021 | Time Clocks J&R Adventures                  | DE3 (8 Wo.)DE | AT6 (2 Wo.)AT | CH4 (4 Wo.)CH | UK13 (1 Wo.)UK | US136 (1 Wo.)US | Erstveröffentlichung: 29. Oktober 2021                    |
| 2023 | Blues Deluxe Vol. 2 J&R Adventures          | DE7 (3 Wo.)DE | AT7 (3 Wo.)AT | CH6 (3 Wo.)CH | UK77 (1 Wo.)UK | — | Erstveröffentlichung: 6. Oktober 2023                     |
| 2025 | Breakthrough J&R Adventures                 | DE5 (… Wo.)DE | AT6 (… Wo.)AT | CH5 (… Wo.)CH | UK38 (1 Wo.)UK | — | Erstveröffentlichung: 18. Juli 2025                       |

### Gemeinschaftsalben
| Jahr | Titel Musiklabel                                 | Höchstplatzierung, Gesamtwochen, AuszeichnungChartplatzierungen (Jahr, Titel, Musiklabel, Platzierungen, Wochen, Auszeichnungen, Anmerkungen) | Höchstplatzierung, Gesamtwochen, AuszeichnungChartplatzierungen (Jahr, Titel, Musiklabel, Platzierungen, Wochen, Auszeichnungen, Anmerkungen) | Höchstplatzierung, Gesamtwochen, AuszeichnungChartplatzierungen (Jahr, Titel, Musiklabel, Platzierungen, Wochen, Auszeichnungen, Anmerkungen) | Höchstplatzierung, Gesamtwochen, AuszeichnungChartplatzierungen (Jahr, Titel, Musiklabel, Platzierungen, Wochen, Auszeichnungen, Anmerkungen) | Höchstplatzierung, Gesamtwochen, AuszeichnungChartplatzierungen (Jahr, Titel, Musiklabel, Platzierungen, Wochen, Auszeichnungen, Anmerkungen) | Anmerkungen                                                                    |
| Jahr | Titel Musiklabel                                 | DE | AT | CH | UK | US | Anmerkungen                                                                    |
| ---- | ------------------------------------------------ | --- | --- | --- | --- | --- | ------------------------------------------------------------------------------ |
| 2011 | Don’t Explain J&R Adventures                     | DE17 (5 Wo.)DE | AT32 (2 Wo.)AT | CH50 (3 Wo.)CH | UK22 Silber · (3 Wo.)UK | US120 (1 Wo.)US | Erstveröffentlichung: 27. September 2011 Verkäufe: + 60.000; mit Beth Hart     |
| 2013 | See Saw J&R Adventures                           | DE19 (3 Wo.)DE | AT20 (3 Wo.)AT | CH28 (2 Wo.)CH | UK27 (2 Wo.)UK | US47 (2 Wo.)US | Erstveröffentlichung: 20. Mai 2013 mit Beth Hart                               |
| 2015 | Ooh Yea: The Betty Davis Songbook J&R Adventures | — | — | — | — | — | Erstveröffentlichung: 24. Februar 2015 feat. Mahalia Barnes and the Soul Mates |
| 2018 | Black Coffee J&R Adventures                      | DE4 (10 Wo.)DE | AT7 (6 Wo.)AT | CH3 (9 Wo.)CH | UK7 (3 Wo.)UK | US63 (1 Wo.)US | Erstveröffentlichung: 26. Januar 2018 mit Beth Hart                            |

### Livealben
| Jahr | Titel Musiklabel                                                       | Höchstplatzierung, Gesamtwochen, AuszeichnungChartplatzierungen (Jahr, Titel, Musiklabel, Platzierungen, Wochen, Auszeichnungen, Anmerkungen) | Höchstplatzierung, Gesamtwochen, AuszeichnungChartplatzierungen (Jahr, Titel, Musiklabel, Platzierungen, Wochen, Auszeichnungen, Anmerkungen) | Höchstplatzierung, Gesamtwochen, AuszeichnungChartplatzierungen (Jahr, Titel, Musiklabel, Platzierungen, Wochen, Auszeichnungen, Anmerkungen) | Höchstplatzierung, Gesamtwochen, AuszeichnungChartplatzierungen (Jahr, Titel, Musiklabel, Platzierungen, Wochen, Auszeichnungen, Anmerkungen) | Höchstplatzierung, Gesamtwochen, AuszeichnungChartplatzierungen (Jahr, Titel, Musiklabel, Platzierungen, Wochen, Auszeichnungen, Anmerkungen) | Anmerkungen                                       |
| Jahr | Titel Musiklabel                                                       | DE | AT | CH | UK | US | Anmerkungen                                       |
| ---- | ---------------------------------------------------------------------- | --- | --- | --- | --- | --- | ------------------------------------------------- |
| 2002 | A New Day Yesterday Live Premier Artists                               | — | — | — | — | — | Erstveröffentlichung: 2002                        |
| 2007 | Shepherds Bush Empire J&R Adventures                                   | — | — | — | — | — | Erstveröffentlichung: 7. Dezember 2007            |
| 2008 | Live – From Nowhere in Particular J&R Adventures                       | DE82 (1 Wo.)DE | — | — | UK45 (1 Wo.)UK | US136 (1 Wo.)US | Erstveröffentlichung: 19. August 2008             |
| 2009 | Live from the Albert Royal Hall J&R Adventures                         | — | — | — | — | — | Erstveröffentlichung: 22. September 2009          |
| 2012 | Live from New York – Beacon Theatre J&R Adventures                     | DE34 (3 Wo.)DE | AT50 (1 Wo.)AT | CH65 (2 Wo.)CH | UK58 (1 Wo.)UK | US56 (2 Wo.)US | Erstveröffentlichung: 24. September 2012          |
| 2013 | An Acoustic Evening at the Vienna Opera House J&R Adventures           | DE10 (8 Wo.)DE | AT16 (5 Wo.)AT | CH32 (3 Wo.)CH | UK23 (3 Wo.)UK | US52 (2 Wo.)US | Erstveröffentlichung: 12. März 2013               |
| 2014 | Live in Amsterdam J&R Adventures                                       | DE8 (7 Wo.)DE | AT27 (2 Wo.)AT | CH40 (3 Wo.)CH | UK49 (1 Wo.)UK | US87 (1 Wo.)US | Erstveröffentlichung: 24. März 2014 mit Beth Hart |
| 2014 | Tour de Force – Live in London – The Borderline J&R Adventures         | — | — | — | — | — | Erstveröffentlichung: 19. Mai 2014                |
| 2014 | Tour de Force – Live in London – Shepherd’s Bush Empire J&R Adventures | — | — | — | — | — | Erstveröffentlichung: 19. Mai 2014                |
| 2014 | Tour de Force – Live in London – Hammersmith Apollo J&R Adventures     | — | — | — | — | — | Erstveröffentlichung: 19. Mai 2014                |
| 2014 | Tour de Force – Live in London – Royal Albert Hall J&R Adventures      | — | AT28 (1 Wo.)AT | CH28 (3 Wo.)CH | — | — | Erstveröffentlichung: 19. Mai 2014                |
| 2015 | Muddy Wolf at Red Rocks J&R Adventures                                 | DE5 (7 Wo.)DE | AT16 (1 Wo.)AT | CH12 (3 Wo.)CH | UK27 (2 Wo.)UK | US35 (1 Wo.)US | Erstveröffentlichung: 23. März 2015               |
| 2015 | Live at Radio City Music Hall J&R Adventures                           | DE17 (3 Wo.)DE | — | CH59 (2 Wo.)CH | UK43 (1 Wo.)UK | US77 (1 Wo.)US | Erstveröffentlichung: 2. Oktober 2015             |
| 2016 | Live at the Greek Theatre J&R Adventures                               | DE8 (5 Wo.)DE | AT13 (2 Wo.)AT | CH8 (4 Wo.)CH | UK17 (2 Wo.)UK | US48 (1 Wo.)US | Erstveröffentlichung: 23. September 2016          |
| 2017 | Live at Carnegie Hall: An Acoustic Evening J&R Adventures              | DE8 (6 Wo.)DE | AT22 (2 Wo.)AT | CH23 (3 Wo.)CH | UK30 (1 Wo.)UK | US64 (1 Wo.)US | Erstveröffentlichung: 23. Juni 2017               |
| 2018 | British Blues Explosion Live J&R Adventures                            | DE5 (8 Wo.)DE | AT10 (4 Wo.)AT | CH5 (5 Wo.)CH | UK21 (1 Wo.)UK | US83 (1 Wo.)US | Erstveröffentlichung: 18. Mai 2018                |
| 2019 | Live at The Sydney Opera House J&R Adventures                          | DE14 (3 Wo.)DE | AT27 (1 Wo.)AT | CH19 (3 Wo.)CH | UK58 (1 Wo.)UK | — | Erstveröffentlichung: 25. Oktober 2019            |
| 2021 | Now Serving: Royal Tea Live from the Ryman J&R Adventures              | DE5 (4 Wo.)DE | AT23 (1 Wo.)AT | CH7 (1 Wo.)CH | UK51 (1 Wo.)UK | — | Erstveröffentlichung: 11. Juni 2021               |
| 2023 | Tales of Time J&R Adventures                                           | DE5 (5 Wo.)DE | AT7 (1 Wo.)AT | CH11 (4 Wo.)CH | UK50 (1 Wo.)UK | — | Erstveröffentlichung: 14. April 2023              |
| 2024 | Live at the Hollywood Bowl J&R Adventures                              | DE6 (3 Wo.)DE | AT8 (2 Wo.)AT | CH8 (1 Wo.)CH | UK92 (1 Wo.)UK | — | Erstveröffentlichung: 21. Juni 2024               |

### EPs
| Jahr | Titel Musiklabel                  | Anmerkungen                            |
| ---- | --------------------------------- | -------------------------------------- |
| 2022 | Road To Redemption J&R Adventures | Erstveröffentlichung: 21. Oktober 2022 |

## Singles

### Als Leadmusiker
| Jahr | Titel Album                                                                  | Anmerkungen                              |
| ---- | ---------------------------------------------------------------------------- | ---------------------------------------- |
| 2001 | Miss You, Hate You A New Day Yesterday                                       | Erstveröffentlichung: 2001               |
| 2002 | Colour and Shape A New Day Yesterday                                         | Erstveröffentlichung: 2002               |
| 2002 | Unbroken So, It’s Like That                                                  | Erstveröffentlichung: 2002               |
| 2008 | Ball Peen Hammer Sloe Gin                                                    | Erstveröffentlichung: 2008               |
| 2011 | Dust Bowl                                                                    | Erstveröffentlichung: 2011               |
| 2011 | I’ll Take Care of You Don’t Explain                                          | Erstveröffentlichung: 2011 mit Beth Hart |
| 2011 | Well, Well Don’t Explain                                                     | Erstveröffentlichung: 2011 mit Beth Hart |
| 2011 | Your Heart Is as Black as Night Don’t Explain                                | Erstveröffentlichung: 2011 mit Beth Hart |
| 2011 | Chocolate Jesus Don’t Explain                                                | Erstveröffentlichung: 2011 mit Beth Hart |
| 2012 | Driving Towards the Daylight                                                 | Erstveröffentlichung: 2012               |
| 2013 | Seesaw                                                                       | Erstveröffentlichung: 2013 mit Beth Hart |
| 2013 | Miss Lady Seesaw                                                             | Erstveröffentlichung: 2013 mit Beth Hart |
| 2013 | Them There Eyes Seesaw                                                       | Erstveröffentlichung: 2013 mit Beth Hart |
| 2013 | Close to My Fire Seesaw                                                      | Erstveröffentlichung: 2013 mit Beth Hart |
| 2013 | I Love You More Than You’ll Ever Know Seesaw                                 | Erstveröffentlichung: 2013 mit Beth Hart |
| 2014 | Nutbush City Limits Seesaw                                                   | Erstveröffentlichung: 2014 mit Beth Hart |
| 2014 | Get Back My Tomorrow Different Shades of Blue                                | Erstveröffentlichung: 2014               |
| 2014 | Different Shades of Blue                                                     | Erstveröffentlichung: 2014               |
| 2015 | Love Ain’t a Love Song Different Shades of Blue                              | Erstveröffentlichung: 2015               |
| 2015 | Never Give All Your Heart Different Shades of Blue                           | Erstveröffentlichung: 2015               |
| 2016 | The Valley Runs Low Blues of Desperation                                     | Erstveröffentlichung: 2016               |
| 2016 | Livin’ Easy Blues of Desperation                                             | Erstveröffentlichung: 2016               |
| 2016 | Drive Blues of Desperation                                                   | Erstveröffentlichung: 2016               |
| 2016 | This Train Blues of Desperation                                              | Erstveröffentlichung: 2016               |
| 2016 | No Good Place for the Lonely Blues of Desperation                            | Erstveröffentlichung: 2016               |
| 2017 | Black Coffee                                                                 | Erstveröffentlichung: 2017 mit Beth Hart |
| 2018 | Let Me Love You Baby British Blues Explosion Live                            | Erstveröffentlichung: 2018               |
| 2018 | Redemption                                                                   | Erstveröffentlichung: 2018               |
| 2020 | A Conversation with Alice Royal Tea                                          | Erstveröffentlichung: 2020               |
| 2020 | When One Door Opens Royal Tea                                                | Erstveröffentlichung: 2020               |
| 2020 | Cradle Rock A New Day Yesterday 20th Anniversary Edition                     | Erstveröffentlichung: 2020               |
| 2020 | Colour and Shape A New Day Yesterday 20th Anniversary Edition                | Erstveröffentlichung: 2020               |
| 2020 | Why Does It Take So Long to Say Goodbye Royal Tea                            | Erstveröffentlichung: 2020               |
| 2020 | Royal Tea                                                                    | Erstveröffentlichung: 2020               |
| 2021 | High Class Girl (live) Royal Tea Live from the Ryman                         | Erstveröffentlichung: 2021               |
| 2021 | Walk In My Shadows (live) Royal Tea Live from the Ryman                      | Erstveröffentlichung: 2021               |
| 2021 | Why Does It Take So Long To Say Goodbye (live) Royal Tea Live from the Ryman | Erstveröffentlichung: 2021               |
| 2021 | Notches Time Clocks                                                          | Erstveröffentlichung: 2021               |
| 2021 | The Heart That Never Waits Time Clocks                                       | Erstveröffentlichung: 2021               |
| 2021 | Time Clocks                                                                  | Erstveröffentlichung: 2021               |
| 2023 | The Loyal Kind (live) Tales of Time                                          | Erstveröffentlichung: 2023               |
| 2023 | Mind's Eye (live) Tales of Time                                              | Erstveröffentlichung: 2023               |
| 2023 | Known Unknowns (live) Tales of Time                                          | Erstveröffentlichung: 2023               |
| 2023 | Time Clocks (live) Tales of Time                                             | Erstveröffentlichung: 2023               |

### Als Gastmusiker
| Jahr | Titel Album                                                     | Anmerkungen                                                    |
| ---- | --------------------------------------------------------------- | -------------------------------------------------------------- |
| 2010 | The Core What You’re Getting Into                               | Erstveröffentlichung: 2010 Shannon Curfman feat. Joe Bonamassa |
| 2010 | This Ol’ World Merchants and Thieves                            | Erstveröffentlichung: 2010 Sandi Thom feat. Joe Bonamassa      |
| 2020 | Blues Comin’ On Blues with Friends                              | Erstveröffentlichung: 2020 Dion DiMucci feat. Joe Bonamassa    |
| 2021 | Wind in Your Hair Headlight Dreams                              | Erstveröffentlichung: 2021 Steve Louw feat. Joe Bonamassa      |
| 2022 | Mother Don't Go Thunder and Rain                                | Erstveröffentlichung: 2022 Steve Louw feat. Joe Bonamassa      |
| 2023 | That's What Love Will Make You Do S.O.S. 4: Blues For Your Soul | Erstveröffentlichung: 2023 Marc Broussard feat. Joe Bonamassa  |

## Videoalben
| Jahr | Titel Musiklabel                                          | Höchstplatzierung, Gesamtwochen, AuszeichnungChartplatzierungen (Jahr, Titel, Musiklabel, Platzierungen, Wochen, Auszeichnungen, Anmerkungen) | Höchstplatzierung, Gesamtwochen, AuszeichnungChartplatzierungen (Jahr, Titel, Musiklabel, Platzierungen, Wochen, Auszeichnungen, Anmerkungen) | Höchstplatzierung, Gesamtwochen, AuszeichnungChartplatzierungen (Jahr, Titel, Musiklabel, Platzierungen, Wochen, Auszeichnungen, Anmerkungen) | Höchstplatzierung, Gesamtwochen, AuszeichnungChartplatzierungen (Jahr, Titel, Musiklabel, Platzierungen, Wochen, Auszeichnungen, Anmerkungen) | Höchstplatzierung, Gesamtwochen, AuszeichnungChartplatzierungen (Jahr, Titel, Musiklabel, Platzierungen, Wochen, Auszeichnungen, Anmerkungen) | Anmerkungen                                                                             |
| Jahr | Titel Musiklabel                                          | DE | AT | CH | UK | US | Anmerkungen                                                                             |
| ---- | --------------------------------------------------------- | --- | --- | --- | --- | --- | --------------------------------------------------------------------------------------- |
| 2004 | A New Day Yesterday Live Premier Artists                  | — | — | — | — | — | Erstveröffentlichung: 2004                                                              |
| 2006 | Live at Rockpalast Premier Artists                        | — | — | — | — | — | Erstveröffentlichung: 7. Februar 2006                                                   |
| 2009 | Live from the Royal Albert Hall J&R Adventures            | DE56 Gold · (1 Wo.)DE | — | CH9 (1 Wo.)CH | UK2 Gold · (46 Wo.)UK | US6 Platin · (20 Wo.)US | Erstveröffentlichung: 22. September 2009 Verkäufe: + 150.000                            |
| 2012 | Beacon Theatre – Live from New York J&R Adventures        | DE21 Gold · (5 Wo.)DE | AT2 (9 Wo.)AT | CH3 (11 Wo.)CH | UK3 (? Wo.)UK | US3 (38 Wo.)US | Erstveröffentlichung: 26. März 2012 Verkäufe: + 25.000                                  |
| 2013 | Acoustic Evening at the Vienna Opera House J&R Adventures | DE*DE | AT1 (12 Wo.)AT | CH5 (4 Wo.)CH | — | US2 (23 Wo.)US | Erstveröffentlichung: 12. März 2013 * siehe Livealbum; Verkäufe: + 2.100                |
| 2013 | Tour de Force: The Borderline J&R Adventures              | DE*DE | — | — | UK8 (? Wo.)UK | US8 (? Wo.)US | Erstveröffentlichung: 28. Oktober 2013 * siehe Livealbum                                |
| 2013 | Tour de Force: Shepherd’s Bush Empire J&R Adventures      | DE*DE | — | — | UK9 (? Wo.)UK | US9 (? Wo.)US | Erstveröffentlichung: 28. Oktober 2013 * siehe Livealbum                                |
| 2013 | Tour de Force: Hammersmith Apollo J&R Adventures          | DE*DE | — | — | UK6 (? Wo.)UK | US6 (9 Wo.)US | Erstveröffentlichung: 28. Oktober 2013 * siehe Livealbum                                |
| 2013 | Tour de Force: Royal Albert Hall J&R Adventures           | DE*DE | — | — | UK4 (? Wo.)UK | US5 (16 Wo.)US | Erstveröffentlichung: 28. Oktober 2013 * siehe Livealbum                                |
| 2013 | Tour de Force: Live in London J&R Adventures              | DE14 Gold · (16 Wo.)DE | AT2 (4 Wo.)AT | CH3 (5 Wo.)CH | — | US18 (? Wo.)US | Erstveröffentlichung: 28. Oktober 2013 Verkäufe: + 32.200                               |
| 2014 | Live in Amsterdam J&R Adventures                          | DE*DE | AT1 (6 Wo.)AT | CH3 (6 Wo.)CH | UK2 (? Wo.)UK | US1 (9 Wo.)US | Erstveröffentlichung: 24. März 2014; mit Beth Hart * siehe Livealbum; Verkäufe: + 3.300 |
| 2015 | Muddy Wolf at Red Rocks J&R Adventures                    | DE*DE | AT1 (9 Wo.)AT | CH2 (9 Wo.)CH | UK1 (? Wo.)UK | US1 (33 Wo.)US | Erstveröffentlichung: 20. März 2015 * siehe Livealbum                                   |
| 2015 | Live at Radio City Music Hall J&R Adventures              | DE*DE | AT2 (4 Wo.)AT | — | — | — | Erstveröffentlichung: 2. Oktober 2015 * siehe Livealbum                                 |
| 2016 | Live at The Greek Theatre J&R Adventures                  | DE*DE | AT1 (5 Wo.)AT | CH2 (6 Wo.)CH | — | US1 (23 Wo.)US | Erstveröffentlichung: 23. September 2016 * siehe Livealbum                              |
| 2017 | Live at Carnegie Hall an Acustic Evening J&R Adventures   | DE*DE | AT1 (5 Wo.)AT | CH1 (10 Wo.)CH | UK2 (? Wo.)UK | US1 (20 Wo.)US | Erstveröffentlichung: 23. Juni 2017 * siehe Livealbum                                   |
| 2018 | British Blues Explosion Live J&R Adventures               | DE*DE | AT1 (5 Wo.)AT | CH1 (10 Wo.)CH | UK1 (15 Wo.)UK | US1 (9 Wo.)US | Erstveröffentlichung: 18. Mai 2018 * siehe Livealbum                                    |

## Statistik

### Chartauswertung
|                     | DE     | AT     | CH     | UK     | US     |
| ------------------- | ------ | ------ | ------ | ------ | ------ |
| Nummer-eins-Alben   | DE—DE  | AT—AT  | CH1CH  | UK—UK  | US—US  |
| Top-10-Alben        | DE19DE | AT11AT | CH13CH | UK6UK  | US1US  |
| Alben in den Charts | DE29DE | AT26AT | CH28CH | UK28UK | US22US |

|                          | DE    | AT    | CH    | UK     | US     |
| ------------------------ | ----- | ----- | ----- | ------ | ------ |
| Nummer-eins-Videoalben   | DE—DE | AT6AT | CH2CH | UK2UK  | US5US  |
| Top-10-Videoalben        | DE—DE | AT9AT | CH9CH | UK10UK | US12US |
| Videoalben in den Charts | DE3DE | AT9AT | CH9CH | UK10UK | US13US |

### Auszeichnungen für Musikverkäufe
| Goldene Schallplatte - Niederlande - 2012: für das Album Don’t Explain - Polen - 2021: für das Album Black Coffee - 2021: für das Album Blues of Desperation - 2021: für das Album Different Shades of Blue - 2021: für das Album Don’t Explain - 2021: für das Album Live in Amsterdam - 2021: für das Album Redemption |

Anmerkung: Auszeichnungen in Ländern aus den Charttabellen bzw. Chartboxen sind in ebendiesen zu finden.
| Land/RegionAuszeichnungen für Musikverkäufe (Land/Region, Auszeichnungen, Verkäufe, Quellen) | Silber     | Gold       | Platin  | Verkäufe | Quellen           |
| -------------------------------------------------------------------------------------------- | ---------- | ---------- | ------- | -------- | ----------------- |
| Deutschland (BVMI)                                                                           | —          | 3× Gold3   | —       | 75.000   | musikindustrie.de |
| Frankreich (SNEP)                                                                            | —          | —          | —       | 34.300   | Einzelnachweise   |
| Niederlande (NVPI)                                                                           | —          | Gold1      | —       | 25.000   | nvpi.nl           |
| Polen (ZPAV)                                                                                 | —          | 6× Gold6   | —       | 60.000   | olis.pl           |
| Vereinigte Staaten (RIAA)                                                                    | —          | —          | Platin1 | 100.000  | riaa.com          |
| Vereinigtes Königreich (BPI)                                                                 | 3× Silber3 | Gold1      | —       | 205.000  | bpi.co.uk         |
| Insgesamt                                                                                    | 3× Silber3 | 11× Gold11 | Platin1 |          |                   |